# 空港街道
空港街道是中国北京市顺义区下辖的一个街道。东至天柱东路，南至温榆河，与朝阳区接壤，西至温榆河，北至火沙路、双裕大街。

## 行政区划
空港街道下辖以下地区：
蓝星花园社区、万科城市花园社区、裕祥花园社区、三山新新家园社区、天一社区、新国展国际社区、莲竹花园社区、莫奈花园社区、吉祥花园社区、翠竹新村第一社区、翠竹新村第二社区、双龙社区、天竺新新家园社区、中粮祥云社区、香蜜湾社区、誉天下社区、天竺花园社区、满庭芳社区、嘉园社区、首航社区、优山美地社区、枫泉花园社区、金港嘉园社区、金地社区、诺德阅墅社区、西白辛庄村、燕王庄村、西田各庄村、东庄村、花梨坎村、薛大人庄村、前沙峪村和吉祥庄村。